# ستيفن دبليو. بيركنز
ستيفن دبليو. بيركنز (بالإنجليزية: Stephen W. Perkins)‏ هو محامي وقاضي وسياسي أمريكي، ولد في 1809. انتخب عضو مجلس نواب تكساس وانتخب عضو مجلس ولاية تكساس.